# XII. Olimpijske igre – Tokio 1940.
XII. Olimpijske igre - Tokio 1940 su trebale biti održane od 21. rujna do 6. listopada 1940. godine u Tokiju (Japan). Međutim, zbog početka Drugog kinesko-japanskog rata 1937. godine MOO je igre oduzeo Tokiju i dodijelio Helsinkiju, koji je bio drugoplasirani grad u prvotnom nadmetanju za grada domaćina. Zbog početka Drugog svjetskog rata i te su Igre odgođene.
Helsinki je kasnije bio domaćin Olimpijskih igara 1952. dok je Tokio organizirao Olimpijske igre 1964.